# Landover (Maryland)
Landover è un CDP degli Stati Uniti d'America, nella contea di Prince George's, nello stato del Maryland.

## Sport
A Landover si trova il Northwest Stadium, stadio dei Washington Commanders, formazione della NFL. Fino al 1997 vi si trovava anche il Capital Centre, palazzetto utilizzato dai Washington Wizards della NBA e dai Washington Capitals della NHL.